# Lasianthus malaiensis
Lasianthus malaiensis är en måreväxtart som beskrevs av Hua Zhu. Lasianthus malaiensis ingår i släktet Lasianthus och familjen måreväxter. Inga underarter finns listade i Catalogue of Life.